# Apollonius din Tyana
Apollonius din Tyana (n. 15 d.Hr., Tyana, Provincia Niğde, Turcia – d. 100 d.Hr., Efes, Imperiul Roman) a fost un discipol al lui Pitagora. S-a remarcat încă de tânăr prin capacitățile sale de vindecare și clarviziune. A călătorit foarte mult, răspândind cunoștințele dobândite. Profesa artele hermetice și filozofia. Scopul său era de a demonstra lumii întregi că în spatele imaginilor icoanelor, al ceremoniilor religioase, al miracolelor de orice natură, se află Dumnezeu. Despre Apollonius tradiția afirmă că a călătorit în Shambala, centrul spiritual al planetei.
Credința propagată de predicatorul Apollonius din Tyana, contemporan cu Isus, n-a avut darul să se impună în lume, fiind ulterior dată aproape uitării, la fel ca și alte curente religioase marcante ale vremii (credința propagată de Simon Magul, cultul religios al zeului iranian Mithra și cultul zeiței egiptene Isis).